# Aqil ibn Abi Talib
Aqil ibn Abi Talib (arabiska: عقيل بن أبي طالب), död 670 i Medina, Arabiska halvön, är känd för att ha förmedlat flera islamiska traditioner (hadither) och han har även medverkat i hadither som andra har förmedlat. Han har ofta citerats av senare skribenter för sin retorik och kvicka repliker.
Han var en kusin och följeslagare till den islamiske profeten Muhammed, och bror till Jafar och den fjärde kalifen och första shiaimamen Ali. Efter att först ha kämpat mot Muhammed i slaget vid Badr 624, där han togs till fånga och senare köptes fri av sin farbror Abbas ibn Abd al-Muttalib, konverterade han till islam omkring 629 eller 630. Han kan ha deltagit på den muslimska sidan i striderna vid Mu'tah och Hunayn.
Han var expert på arabernas genealogi. Den andra kalifen Umar ibn al-Khattab utsåg honom att registrera namnen på medlemmarna i Quraysh i klanregistret (diwan), och att medla i tvister gällande släktforskning.
Enligt uppgift var Aqil 10 år äldre än sin bror Jafar och 20 år äldre än Ali. Aqil hade en son som hette Muslim, som senare blev martyr. Aqil hade andra söner som försvarade den tredje shiaimamen Husayn ibn Ali och stupade i slaget vid Karbala.
Efter muslimernas seger och Muhammeds död 632 levde Aqil i Kufas och Basras militärläger ett tag och stödde sin bror Ali (som regerade från Medina som den fjärde kalifen, 656–661). Men senare kan han ha övergett Ali, eftersom han flyttade till Syrien för att ansluta sig till den första umayyadiska kalifen Muawiya I:s hov. Enligt senare tradition motiverades Aqils sinnesförändring av det faktum att Muawiya var mer villig än Ali att betala hans skulder. Även om han kan ha gett upp hashimiternas anspråk på kalifatet och politiskt stött umayyadernas rivaliserande anspråk i stället, försvarade han alltid sin bror Ali mot all kritik som riktades mot honom vid Muawiyas hov.

### Källhänvisningar
1. ↑  Rubin, Uri. ”ʿAqīl b. Abī Ṭālib”. Encyclopaedia of Islam. https://referenceworks.brillonline.com/entries/encyclopaedia-of-islam-3/aqil-b-abi-talib-COM_23073. Läst 8 januari 2022.
2. 1 2  Rubin, Uri (2009). Encyclopaedia of Islam, THREE
3. ↑  ”The Ziyara” (på engelska). www.al-islam.org. 17 december 2012. https://www.al-islam.org/revolution-imam-al-husayn-shaykh-muhammad-mahdi-shams-ad-din-al-amili/ziyara. Läst 6 januari 2022.
4. ↑  Bahramian, Ali; Poor, Daryoush Mohammad (2008-09-11). ”ʿAqīl b. Abī Ṭālib” (på engelska). Encyclopaedia Islamica (Brill). https://referenceworks.brillonline.com/entries/encyclopaedia-islamica/aqil-b-abi-talib-COM_0287?s.num=1. Läst 6 januari 2022.
5. ↑  ”The Pure Lineage” (på engelska). www.al-islam.org. 8 november 2013. https://www.al-islam.org/al-abbas/pure-lineage. Läst 6 januari 2022.
6. 1 2 3 4  Rubin 2009.
7. ↑  Rubin 2009. Detta bestrids av Madelung 1997, sid. 264, enligt vilken det inte finns några bra bevis för att Aqil någonsin stött Muawiya mot sin egen bror Ali. Madelung anser också att Laura Veccia Vaglieris åsikt att Aqil och Ali blev främmande på grund av politiska meningsskiljaktigheter är ogrundad.